# Nycticebus bengalensis
Nycticebus bengalensis är en primat i släktet tröglorier som förekommer i Sydostasien. Den listades tidigare som underart till Nycticebus coucang och godkänns nu oftast som självständig art.

## Utseende
Arten har liksom andra tröglorier stora öron och ögon. Den når en kroppslängd (huvud och bål) av 26 till 38 cm och en vikt av cirka 2 kg. Svansen är bara en liten stubbe. Pälsen har på baksidan en brungrå färg medan buken, huvudet och stora delar av extremiteterna är ljusare till vitaktig. På ryggens mitt finns en mörk längsgående strimma. För att klättra i växtligheten har Nycticebus bengalensis motsättliga tummar och stortår.

## Utbredning och habitat
Utbredningsområdet sträcker sig från Bangladesh, nordöstra Indien och södra Kina till Vietnam och centrala Malackahalvön. I bergstrakter når arten 2400 meter över havet. Habitatet utgörs av olika slags skogar.

## Ekologi
Individerna är aktiva på natten och klättrar vanligen i växtligheten. De äter främst naturgummi och andra trädvätskor som kompletteras med frukter, nektar, bark, insekter och fågelägg.
Honor kan para sig vartannat år och föder en unge per kull. Livslängden går upp till 15 år.

## Hot och status
Det största hotet mot arten utgörs av habitatförstöring genom urbanisering. Ibland jagas primaten som sport eller för andra syften. Några ungdjur fångas för att hålla de som sällskapsdjur. IUCN uppskattar att beståndet minskade med 30 procent under de senaste 21 åren (tre generationer) och listar Nycticebus bengalensis som sårbar (VU).